# Wémè xwé
Wémè xwé  (« fête du peuple de l'ouémé » en Gungbé) est une rencontre culturelle et la célébration identitaire des habitants originaires de la vallée de l'Ouémé au Bénin dont la première édition a eu lieu en 2010.

## Historique

### Origine
La fête traditionnelle et identitaire de Wémé xwé se déroule chaque année vers la fin du premier mois de l'année dans l'un des villages de la région de l'Ouémé, au sud-est du pays. Depuis 2010, le festival est organisé de manière tournante dans chacune des quatre communes de la région (Adjohoun, Aguégués, Bonou et Dangbo).

### Objectif
Cette célébration annuelle rassemble les populations de l'aire socioculturelle Wémè pour promouvoir leurs origines à travers les arts et la culture, discuter de l'avenir de la région et mettre en place des projets de développement. En parallèle, les participants peuvent profiter de spectacles, dont des soirées dansantes et des concerts, ainsi que découvrir des stands proposant des produits locaux et des articles artisanaux,,.

## Œuvre social
Annuellement, le comité organisateur de la fête identitaire sélectionne un tissu qui est acheté par l'ensemble de la population de la vallée de l'Ouémé ainsi que par les enfants de la diaspora. Les fonds collectés lors de la vente du tissu local sont ensuite utilisés pour réaliser des dons dans l'une des villes de la vallée[réf. à confirmer]. Ces dons comprennent la construction de salles de classe, d'hôpitaux, ainsi que des équipements pour les écoles et bien d'autres initiatives visant à promouvoir le développement de la région,.